# 普利茅斯 (蒙特塞拉特)
普利茅斯是英国海外领地蒙特塞拉特的首府所在地，位于該岛西南岸。由于1997年蘇弗里耶爾火山爆发，当地政府已经迁至布莱兹。当地人口已经疏散。由于新首府尚未正式建立，所以普利茅斯为法律上的首府。
幾個世紀以來，它一直是島上唯一的入境口岸。但在蘇弗里耶爾火山1995年噴發時，該鎮被疏散，大部分被一系列火山碎屑流和火山泥流掩埋，最終在 1997 年被永久廢棄。普利茅斯至今仍然是蒙特塞拉特的法理首府，使其成為唯一一個作為政治領土首府的鬼鎮。 一個新的首府正在利特湾建設中，附近的布莱茲目前是蒙特塞拉特事實上的首府。

## 历史

### 圣安东尼教堂
1632年爱尔兰人开始在蒙特塞拉特島上聚居。1636年在普利茅斯建立了聖安東尼教堂。雖然天主教中有聖安東尼，但據信前往英國獲得資金建造教堂的安東尼布里斯凱特總督以他自己的名字命名了這座教堂。由於地震和颶風的破壞，這座教堂在其歷史上曾多次重建。 截至目前，教堂仍被深埋在蘇弗里耶爾火山的灰燼中。

### 飓风雨果
1989年9月17日，蒙特塞拉特被颶風雨果吹襲。颶風摧毀了普利茅斯海港一個 180 英尺高的石質碼頭。許多其他建築物，包括學校、保健中心和最近建造醫院，都因風暴的破壞而無法使用。由于这是島上唯一的醫院，所有病人都需要被重新安置，特立尼達和多巴哥國家緊急事務管理局的工程師進行的一項調查得出結論，該醫院應該進行大規模的重新設计，以確保其結構強度能夠承受未來的風暴。

### 火山喷发和废弃

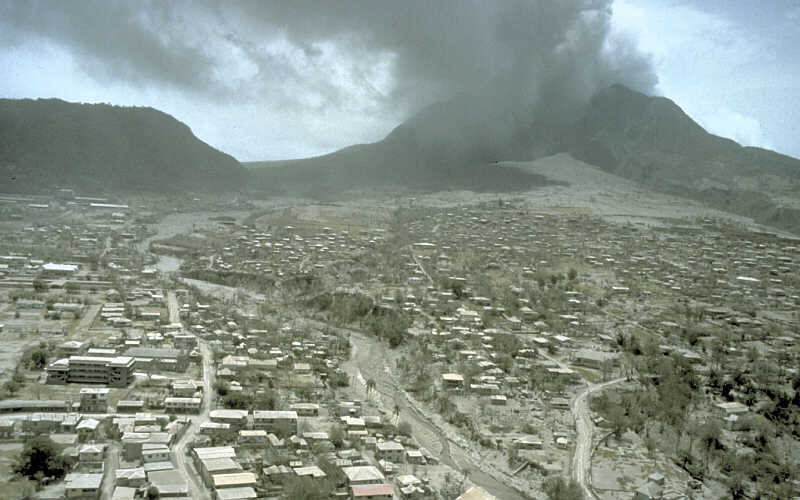
1997年7月12日，火山碎屑流已經燒毀了普利茅斯大部分未被灰燼覆蓋的地方

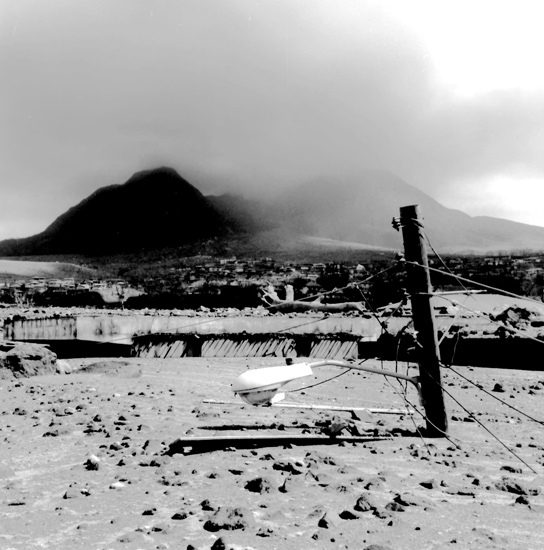
普利茅斯街頭堆積的火山灰，幾乎覆蓋了路燈

在1995年7月，幾個世紀以來一直處於不活躍狀態的蘇弗里耶爾火山發生了一系列巨大的噴發，火山碎屑流和火山灰落到蒙特塞拉特南部的廣大地區，包括普利茅斯 1995年8月21日，火山噴發碎屑落在普利茅斯，以防萬一，居民在12月被疏散。
幾個月後居民被允許返回，但在1997年6月25日，火山发生進一步的大規模噴發，並產生了火山碎屑潮，造成 19 人死亡，並接近了該島東側的機場。 普利茅斯再次被疏散。1997年8月4日至8日期間，再一次的大規模噴發摧毀了該鎮約80%的地區，將其掩埋在1.4 米的火山灰之下，燒毀了大量建築物，使居民無法居住。
由于火山碎屑流、熔岩、火山灰等火山岩類型大多緻密，密度與混凝土相近，因此清除覆蓋層需要使用炸藥、推土機和其他過於昂貴而無法廣泛使用的資源。硬化的泥漿和熔岩下面的土壤预料會被火山碎屑流的高溫燒焦，完全無法耕種。
政府下令撤離普利茅斯，英國皇家海軍協助將民眾轉移到安全地帶。由於蘇弗里耶爾火山的持續火山活動，該島的整個南半部被宣佈為禁區。儘管普利茅斯仍然是法律上的首府，但的政府已向北遷移至布莱兹。位于該島西北海岸的利特灣正在建設成为一個新的港口和首府。
普利茅斯的徹底破壞为蒙特塞拉特帶來了嚴重的經濟問題。普利茅斯是迄今為止島上最大的定居點，火山喷发前擁有大約 4,000 名居民。這里除了是政府所在地外，还有岛上幾乎所有的商店和服務。一些丟失的設施隨後在蒙特塞拉特的其他地方重建，但這並沒有阻止移民。1995年至2000年期間，島上三分之二的人口被離开，其中許多人定居在英國。在1997年，島上只有不到1,200人居住，到了2016年，人口數字已经重新上升至近5,000人。

## 地理
普利茅斯位於蘇弗里耶爾火山的西南麓，在被認為完全不適合居住的禁區內。
| 普利茅斯            | 普利茅斯  | 普利茅斯 | 普利茅斯  | 普利茅斯 | 普利茅斯 | 普利茅斯  | 普利茅斯  | 普利茅斯  | 普利茅斯  | 普利茅斯  | 普利茅斯  | 普利茅斯  | 普利茅斯     |
| 月份                | 1月       | 2月      | 3月       | 4月      | 5月      | 6月       | 7月       | 8月       | 9月       | 10月      | 11月      | 12月      | 全年         |
| ------------------- | --------- | -------- | --------- | -------- | -------- | --------- | --------- | --------- | --------- | --------- | --------- | --------- | ------------ |
| 历史最高温 °C（°F） | 32 (90)   | 33 (91)  | 34 (93)   | 34 (93)  | 36 (97)  | 37 (99)   | 37 (99)   | 37 (99)   | 36 (97)   | 34 (93)   | 37 (99)   | 33 (91)   | 37 (99)      |
| 平均高温 °C（°F）   | 29 (84)   | 30 (86)  | 31 (88)   | 31 (88)  | 32 (90)  | 32 (90)   | 33 (91)   | 33 (91)   | 32 (90)   | 31 (88)   | 30 (86)   | 29 (84)   | 31 (88)      |
| 平均低温 °C（°F）   | 23 (73)   | 23 (73)  | 24 (75)   | 24 (75)  | 24 (75)  | 25 (77)   | 25 (77)   | 25 (77)   | 24 (75)   | 24 (75)   | 24 (75)   | 23 (73)   | 24 (75)      |
| 历史最低温 °C（°F） | 17 (63)   | 18 (64)  | 18 (64)   | 18 (64)  | 19 (66)  | 21 (70)   | 22 (72)   | 22 (72)   | 21 (70)   | 19 (66)   | 19 (66)   | 18 (64)   | 17 (63)      |
| 平均降水量 mm（）   | 122 (4.8) | 86 (3.4) | 112 (4.4) | 89 (3.5) | 97 (3.8) | 112 (4.4) | 155 (6.1) | 183 (7.2) | 168 (6.6) | 196 (7.7) | 180 (7.1) | 140 (5.5) | 1,640 (64.6) |
| 来源：BBC 天气      |           |          |           |          |          |           |           |           |           |           |           |           |              |

## 交通
於普利茅斯的威廉·亨利·布蘭布爾機場於1997年被火山灰掩埋，並完全關閉。新機場約翰·A·奧斯本機場在布萊茲附近開放。

## 教育
在1997年之前，位于普利茅斯的学校有普利茅斯小學和普利茅斯初中。